# Notoreas zopyra
Notoreas zopyra là một loài bướm đêm trong họ Geometridae.